# مقاتل بن حيان
أَبُو بِسْطَامَ مُقَاتِلُ بنُ حَيَّانَ بنِ دَوَالَ دُوْرَ النَّبْطِيُّ البَلْخِيُّ الخَرَّازُ من رواة الحديث الثقات، كان معروف بالعلم والصلاح، هَربَ مِنْ خُرَاسَانَ أَيَّامَ أَبِي مُسْلِمٍ صَاحِبِ الدَّولَةِ، إِلَى بِلاَدِ كَابُلَ، فَدَعَاهُم إِلَى اللهِ، فَأَسلَمَ عَلَى يَدِه خَلْقٌ. توفي في حدود الخمسين ومائة.

## روايته للحديث النبوي
- حدث عن: الشعبي، ومجاهد، والضحاك، وعكرمة، وابن بريدة، وشهر بن حوشب، وسالم بن عبد الله، ومسلم بن هيصم، وعمر بن عبد العزيز وعدة.
- روى عنه: شيخه علقمة بن مرثد، وبكير بن معروف، وإبراهيم بن أدهم، وعبد الله بن المبارك، وعمر بن الرماح، وعيسى غنجار، ومسلمة بن علي الخشني، وعبد الرحمن المحاربي، وعدد كثير وله حديث في صحيح مسلم من رواية علقمة عنه.
- الجرح والتعديل قال أبو حاتم بن حبان البستي: «كان صدوقا فيما يروى إذا كان دونه ثبت»، وقال أبو دواد السجستاني: «ثقة»، وقال أحمد بن حنبل: «كان لا يعبأ به»، وقال أحمد بن شعيب النسائي: «ليس به بأس»، وقال ابن حجر العسقلاني: «صدوق فاضل»، وقال الدارقطني: «صالح»، وقال الذهبي: «ثقة عالم صالح»، وقال عبد الرحمن بن الحكم زغبة: «ذاك مرتفع مرتفع»، وقال محمد بن إسحاق بن خزيمة: «لا أحتج به»، وقال مروان بن محمد الطاطري: «ثقة»، وقال يحيى بن معين: «ثقة».[2]